# Stig Rindborg
Stig Axel Johannes Rindborg, född Eriksson 30 september 1929 i Högalids församling i Stockholm, död 17 juli 2018 på Lidingö, var en svensk politiker (moderat) och advokat.
Rindborg var riksdagsledamot 1985, samt 1991–2002. Han har även varit finanslandstingsråd i Stockholms läns landsting på 1980-talet. I riksdagen var han verksam i skatteutskottet, lagutskottet och finansutskottet.
Utanför politiken har Rindborg drivit advokatbyrå, varit ordförande för intresseorganisationen Företagarna och haft styrelseuppdrag åt ett flertal företag.

## Politisk karriär
- 1978–1981 – Förvaltningsutskottets ordförande i Stockholms läns landsting
- 1985 – Riksdagsman
- 1986–1988 – Finanslandstingsråd i Stockholms läns landsting
- 1991–2002 – Riksdagsman